# Gregório Guedes
Gregório Guedes, 1.º Conde de Guedes, foi um nobre português.

## Família
Filho de António Guedes Pinto de Sottomayor e sua mulher Filipa Coelho e neto paterno de António Guedes Alcoforado.

## Biografia
Gregorio Guedes serviu o Rei D. Filipe IV de Espanha (D. Filipe III de Portugal), e não querendo voltar para Portugal, após a Aclamação de D. João IV de Portugal, passou a servir D. Filipe IV na Flandres, e posteriormente no Reino de Nápoles, onde veio a ser Governador, e onde o Rei (D. Filipe III de Nápoles) o fez Barão nos Países Baixos Espanhóis e Conde.

## Descendência
De António Guedes Pinto de Sottomayor, descendem segundo os Nobiliários, entre outros os de Albuquerque do Amaral Cardoso, Senhores da Casa do Arco em Viseu, sendo o Professor António da Costa de Albuquerque de Sousa Lara, 2.º Conde de Guedes, um descendente desta ilustre casa.